# Gamma Eridani
Gamma Eridani (γ Eri, Zaurak) – gwiazda w gwiazdozbiorze Erydanu, znajdująca się w odległości około 203 lat świetlnych od Słońca.

## Nazwa
Tradycyjna nazwa gwiazdy, Zaurak, wywodzi się od arabskiego ‏الزورق‎ az-Zawraq, „łódź”, co nawiązuje do wyobrażenia gwiazdozbioru jako rzeki. Międzynarodowa Unia Astronomiczna w 2016 roku formalnie zatwierdziła użycie nazwy Zaurak dla określenia tej gwiazdy.

## Charakterystyka
Jest to czerwony olbrzym należący do wczesnego typu widmowego M, chłodniejszy od Słońca (3850 K). Ma 860 razy większą jasność i 66 razy większą średnicę. Jest zwyczajną jak na swoją klasę, ale mało zbadaną gwiazdą i stosunkowo niewiele o niej wiadomo. Ma ona masę około 2 M☉ i opuściła ciąg główny ponad miliard lat temu, nie wiadomo jednak czy rozpoczyna syntezę helu w węgiel, czy też raczej dopiero ją zakończyła i w bliskiej przyszłości powiększy się, wchodząc na tzw. gałąź asymptotyczną diagramu HR i stając podobną do Miry Ceti.